# Нёргор, Лисе
Лисе Нёргор (дат. Lise Nørgaard, урождённая Элисе Енсен, Elise Jensen; 14 июня 1917[…], Роскилле — 1 января 2023, Хумлебек, Ховедстаден) — датская журналистка, писательница и сценаристка. Известна как автор идеи и сценаристка телесериала «Матадор» (Matador) режиссёра Эрика Баллинга, по мнению Б. С. Жарова «лучшей работы кинематографистов на телевидении Дании».

## Биография
Родилась 14 июня 1917 года и выросла в Роскилле. Её отец Харри Александр Енсен (Harry Alexander Jensen; 1889—1976) был бакалейщиком, а мать Ольга Софи (Olga Sofie), в девичестве Тёндер (Tønder; 1889—1987), владела магазином «Париж» (Paris). У Элисе были младшие брат и сестра Герда и Кай.
Получила журналистское образование.
В 1953 году посетила СССР. В возрасте 100 лет вместе с журналисткой Лоне Кюльман (Lone Kühlmann) побывала в Санкт-Петербурге.
Переехала в дом престарелых. Умерла 1 января 2023 года в возрасте 105 лет.

## Журналистика
16 августа 1935 года Элисе Тёндер Енсен устроилась в местный ежедневник Roskilde Dagblad, который был печатным органом Либеральной партии Дании (Венстре). Этот  период жизни позднее она опишет в мемуарах «Прислали даму» (De sendte en dame).
В 1949 году Элисе устроилась в ежедневник Politiken, печатный орган Социал-либеральной партии (Радикальная Венстре), где преимущественно писала о женщинах и защите прав потребителей.
В 1968 году Лисе Нёргор устроилась в семейный еженедельник Hjemmet, в 1975—1977 годах была его главным редактором.
В 1980—1988 годах работала в утреннем копенгагенском ежедневнике «Берлингске тиденде» (Berlingske Tidende).
Лисе Нёргор говорила:
Я бы очень хотела, чтобы я запомнилась своей журналистикой, потому что «Матадор» её как бы затмил.
Истории долгой журналисткой карьеры Лисе Нёргор посвящена книга Journalist af karsken bælg: en bog om Lise Nørgaards journalistik Йона-Кристиана Йёргенсена (John Chr. Jørgensen), опубликованная в 2014 году.

## Творчество
Дебютировала как соавтор кулинарной книги «Еда без слёз: Быстрые блюда на раз-два» (Mad uden tårer: Hurtige retter for een eller to), которую написала с коллегой по «Политикен» Эльсе Альгреен (Else Algreen; 1909—2001). Книга издана в 1952 году.
В 1959 году опубликовала первую художественную книгу «С мамой за рулём» (Med mor bag rattet), «юмористический роман о получении женщинами водительских прав и их борьбе за право использовать их». Книга была экранизирована как «Мама за рулём» (Mor bag rattet) в 1965 году на студии Nordisk Film. Главную роль сыграла известная актриса Хелле Виркнер (Helle Virkner), супруга премьер-министра Отто Крага.
В 1967 году в соавторстве с Эльсе Альгреен опубликовала поваренную книгу «Друг весов» (Ven med vægten).
Нёргор стала одним из сценаристов комедийного телесериала «Дом в Кристиансхауне» (Huset på Christianshavn) режиссёра Эрика Баллинга, состоящего из 84 эпизодов, вышедших в 1970—1977 гг. Каждая серия рассказывала о каком-либо эпизоде из жизни некоторых обитателей одного многоквартирного дома в копенгагенском районе Кристиансхауне. На основе некоторых эпизодов сериала создан фильм для показа в кинотеатрах «Баллада о Кристиансхауне» (Ballade på Christianshavn, 1971), показанный в СССР под названием «Скандал в старом городе».
Стала автором сценария популярной комедии «Я и мафия» (Mig og Mafiaen; 1973) и её продолжения «Мафия — это я!» (Mafiaen, det er osse mig; 1974), главную роль в которых исполнил киноактёр и эстрадный комик Дирк Пассер (Dirch Passer).
Нёргор придумала идею и стала одним из сценаристов сериала «Матадор» (Matador) режиссёра Эрика Баллинга, состоящего из 24 эпизодов, вышедшего в 1978—1982 гг. Сериал, в котором рассказывается о событиях во время Великой депрессии и оккупации в период с 1929 по 1947 год через жизни отдельных вымышленных людей, живших в вымышленном городе Корсбек (Korsbæk — «Крестовый Ручей»), стал лучшей работой кинематографистов на телевидении Дании и самой успешной телепрограммой в истории Дании. Лисе Нёргор говорила, что прототипом Корсбека в сериале послужил её родной город и что в несколько изменённом виде там отражены события, происходившие на её глазах на протяжении длительного времени.  В сериале концентрированно отражены все составляющие «датскости» (danskhed).
Нёргор писала романы, сборники эссе и рассказов. Воспоминания о её детстве «Всего лишь девчонка» (Kun en pige) стали бестселлером в 1992 году и считаются её шедевром. В 1992 году она получила «Золотой лавр» (De gyldne Laurbær) датского Объединения книготорговцев как датская писательница года. В 1995 году по воспоминаниям снят одноимённый художественный фильм с Пук Шарбау (Puk Scharbau) в главной роли.

## Общественная деятельность
В 1956—1961 годах была членом правления Датского национального женского союза (Danske Kvinders Nationalråd).
В 1966—1968 годах была членом исполнительного комитета буржуазного «Датского женского общества» (Dansk Kvindesamfund), созданного в 1871 году.

## Память

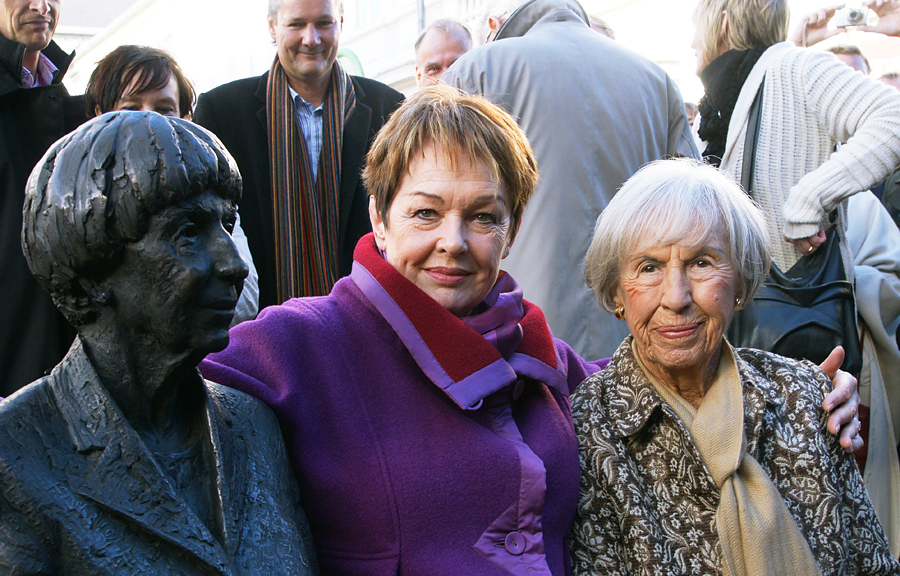
Открытие памятника Лисе Нёргор в её родном городе Роскилле с участием актрисы Гиты Нёрбю, исполнительницы роли Ингеборг Скьерн в сериале «Матадор»

1 октября 2010 года в её родном городе Роскилле была открыта бронзовая статуя, изображающая Лисе Нёргор, сидящую на скамейке.
В 2016 году на DR вышел документальный фильм «Да здравствует Лисе» (Længe leve Lise) Пера Венника, приуроченный к 100-летию Лисе Нёргор.
В честь Нёргор назван вымерший род  жуков-мягкотелок (Cantharidae) — Noergaardia Fanti / Damgaard (2018), представленный в балтийском янтаре из коллекции Андерса Дамгора (Anders Damgaard).

## Личная жизнь
В 1938 году Нёргор вышла замуж за прокурора Могенса Эйнара Флиндта Нильсена (Mogens Einar Flindt Nielsen). Вместе с ним у неё было четверо детей. Брак был расторгнут в 1950 году.
29 июля 1951 года Лисе Нёргор вышла замуж за политического журналиста Йенса Вобена Нёргора (Jens Waaben Nørgaard). Они оставались женатыми до его смерти в 1984 году.